# Matsusaka
Matsusaka (松阪市, Matsusaka-shi) is een havenstad in de prefectuur Mie in Japan. De oppervlakte van de stad is 623,77 km² en midden 2009 had de stad bijna 170.000 inwoners. De stad is bekend door het Matsusaka rundvlees, een soort wagyū.

## Geschiedenis
Matsusaka is gesticht door Gamo Ujisato in de toenmalige provincie Ise. In 1588 begon Gamo aan de bouw van een kasteel in het Yoiho woud (四五百森, yoiho no mori) en noemde het "Matsusaka", letterlijk "helling(阪) met dennen (松)".
Matsusaka werd op 1 februari 1933 een stad (shi). Tot 1957 werd de stad regelmatig uitgebreid met een of meer van de aangrenzende dorpen. Op 1 januari 2005 werd de stad uitgebreid met de gemeentes Ureshino (嬉野町, Ureshino-chō), Mikumo (三雲町, Mikumo-chō), Iinan (飯南町, Iinan-chō) en Iitaka (飯高町, Iitaka-chō).

## Verkeer
Matsusaka ligt aan de Kisei-hoofdlijn en de Meishō-lijn van de Central Japan Railway Company, aan de Osaka-lijn, de Nagoya-lijn en de Yamada-lijn van de Kintetsu (Kinki Nippon Tetsudō).
Matsusaka ligt aan de Ise-autosnelweg en aan de autowegen 23, 42, 166, 368 en 422.

## Aangrenzende steden
- Tsu

## Geboren in Matsusaka
- Motoori Norinaga (本居 宣長, Motoori Norinaga), geleerde uit de Edoperiode die zich baseerde op kokugaku (国学), de afwijzing van alle buitenlandse, vooral Chinese, invloed op de Japanse cultuur.
- Mienoumi Tsuyoshi (三重ノ海 剛司, Mienoumi Tsuyoshi), sumoworstelaar
- Norihisa Tamura (田村 憲久, Tamura Norihisa), politicus van de LDP
- Akihiko Noro (野呂 昭彦, Akihiko Noro), politicus, gouverneur van de prefectuur Mie
- Ben Wada (和田 勉, Wada Ben), televisieproducent